# Minet el-Beida
Minet el-Beida o Mina Beida (en árabe: لمينا البيضا; literalmente el Puerto Blanco o el antiguo Ma'hadu) es una pequeña bahía ubicada a 10 kilómetros (6,2 millas) al norte de Latakia, Siria, en el Mar Mediterráneo. Es un sitio arqueológico importante, ya que sirvió como el puerto de la ciudad y la necrópolis de Ugarit.
Minet el-Beida toma su nombre de las piedras blancas en la entrada de la bahía. Situada a 1 km (0,62 millas) al oeste de Ugarit, la bahía es el mejor puerto natural a lo largo de todo ese tramo de la costa. La bahía es ahora más pequeña de lo que era en la Edad de Bronce, debido a la acción del relleno aluvial.